# Xanthocalanus agilis
Xanthocalanus agilis är en kräftdjursart som beskrevs av Giesbrecht 1892. Xanthocalanus agilis ingår i släktet Xanthocalanus och familjen Phaennidae. Inga underarter finns listade i Catalogue of Life.